# Glossu Rabban
Glossu Rabban detto la "Bestia" è un personaggio del romanzo di fantascienza Dune di Frank Herbert.

## Biografia del personaggio
Figlio di Abulurd Harkonnen, nipote del Barone Vladimir Harkonnen e fratello di Feyd-Rautha, per un lungo periodo è l'erede designato della Casa Harkonnen, salvo poi essere scavalcato dal fratello. A differenza del padre, dal carattere spiccatamente mite, pacifico ed altruista, Glossu possiede tutti i tratti tipici degli Harkonnen, ossia crudeltà, ferocia e perversione. Massima espressione della propria ferocia è il parricidio per strangolamento, per il quale si auto soprannomina La Bestia.
Affetto da un'obesità familiare crescente, come il Barone Vladimir, Glossu sembra mancare del tutto della sagacia, l'intelligenza e la scaltrezza, oltre manifestare in più occasioni un'avventatezza e una scarsa valutazione delle conseguenze dell proprie azioni. In più occasioni compromette suo malgrado le macchinazioni politiche di suo zio, inducendo quest'ultimo a preferire Feyd-Rautha come erede della casata Harkonnen.

## Altri media
Rabban è interpretato da Paul L. Smith nel film Dune del 1984 diretto da David Lynch, e da László I. Kish nella miniserie televisiva Dune - Il destino dell'universo del 2000. Il personaggio è interpretato dall'ex wrestler e attore Dave Bautista nei film Dune del 2021 e Dune - Parte due del 2024, diretti da Denis Villeneuve.